# Eurycope monodon
Eurycope monodon là một loài chân đều trong họ Munnopsidae. Loài này được Mursch, Brenke & Wägele miêu tả khoa học năm 2008.